# Isetnofret
Isetnofret (Isisnofret), coneguda també per l'egiptologia com a Isetnofret I, fou reina d'Egipte per matrimoni amb Ramsès II. Era de família noble, però d'origen no establert.
Probablement, va succeir a Nefertari com a esposa principal abans de l'any trenta de regnat de Ramsès II, però devia morir pocs anys després, abans del 35è any de regnat. Les seves representacions semblen ser obra del seu fill, el sacerdot Khaemwese, més que del seu marit. Alguns la consideren la seva esposa principal només per al Baix Egipte. Fou la mare del successor, Meremptah, i d'un altre fill important, Khaemwese, gran sacerdot de Ptah a Memfis. La seva tomba no s'ha trobat.